# Economia Croației
Acordul Croației cu FMI sa încheiat în luna Noiembrie a anului 2006. După atingerea tuturor obiectivelor stabilite de acordul stand-by, țara a decis să își gestioneze singură politica economică, fiscală și monetară. Primul Ministru Ivo Sanader a anunțat decizia, declarând că noua politică demonstrează că opinia FMI este sprijinită de Comisia Europeană și confirmă maturitatea economică a țării.
În 2004, Consiliul Executiv al FMI a aprobat un acord stand-by de 20 de luni în valoare de 120 mn de euro pentru a sprijini programul economic al Croației.
FMI a declarat la acel moment că creșterea economică a Croației și performanța inflației față de jumătatea anilor 1990 sunt comparabile cu cele ale țărilor din Europa Centrală și de Est. Însă performanța pozitivă a fost afectată de înrăutățirea deficitului de cont curent extern și creșterea datoriei externe.
Aceste tendințe - care s-au accelerat din 2000 - au sporit vulnerabilitatea Croației față de șocurile externe. Autoritățile au recunoscut acest lucru și cerut asistența FMI în elaborarea unui set de politici de consolidare fiscală și de sprijinire a măsurilor structurale.
Acordul din 2004 s-a concentrat asupra a două chestiuni majore: deficitul național mare și creșterea exagerată a datoriei externe. Deficitul se situează la 3% în 2006, în scădere față de 6,3% în 2003. Datoria externă a fost redusă cu 911 mn de euro în 2004 și 2005 și și-a încetinit creșterea - ajungând la 12% în 2006 față de 36% în 2003.
Având în vedere aceste tendințe, Zagrebul dorește acum să încerce să consolideze performanța economică pe cont propriu, bazându-se pe consilierea ocazională a Fondului, dar nu și pe acorduri financiare concrete și practice.
FMI a declarat că salută determinarea țării de a prelua controlul economiei sale, felicitând Croația pentru rezultatele obținute din 2004. Potrivit Fondului, continuarea privatizării și restructurarea industriei construcțiilor navale sunt două domenii vitale care au nevoie de atenție. Sanader a fost de acord că aceste domenii rămân prioritare.

## Industrie
Industrie generează aproximativ o cincime din PIB-ul croat și are aproximativ un sfert din forța de muncă. 83% din industrie, industria prelucrătoare, în special produse alimentare și băuturi, produse chimice, și de publicare și tipărire. În ultimii cinci ani este cea mai semnificativă creștere a valorii adăugate în industria minieră, producerea și furnizarea de energie brut. Producția industrială a crescut cu 5% pe an în 2005. Indiferent de această creștere treptată de peste ultimii ani Croatia reprezintă astăzi doar 69 la suta din PIB-ul industrial din 1989. Producția industrială în continuare la un nivel de 85 la suta din cele de acum 17 ani.

## Agricultură
-este axata pe culturile cerealiere , culturile de plante mediteraneene si cresterea animalelor

## Servicii
1. 1 2 3 4  CIA. „The World Factbook”. Accesat în 15 noiembrie 2013.